# Teucholabis (Teucholabis) insolita
Teucholabis (Teucholabis) insolita is een tweevleugelige uit de familie steltmuggen (Limoniidae). De soort komt voor in het Neotropisch gebied.